# Starý židovský hřbitov v Tachově
Starý židovský hřbitov v Tachově, založený ještě před rokem 1615, je situován na jihovýchodním okraji města Tachova v Chodské ulici napravo před křižovatkou s ulicí Plzeňskou. Je chráněn jako kulturní památka České republiky.
Pohřbívalo se zde až do roku 1933, kdy byl asi 1 km jižněji zřízen nový židovský hřbitov. Hrob rabína Nachuma Sofera, jenž zemřel roku 1815, býval poutním místem, byl však zničen při rozšiřování Chodské ulice v 70. letech 20. století. Devastován byl už během nacistické okupace, v roce 1968 byly navíc zrušeny rabínské hroby v západní části areálu a byla zde postavena dnešní budova Pozemních staveb. V roce 1988 byly nejcennější náhrobní kameny přesunuty na hřbitov v Mariánských Lázních, ale naplánovaná likvidace hřbitova byla v roce 1990 zrušena.
Hřbitov byl následně dosti laickým způsobem rekonstruován – náhrobní kameny byly například umisťovány do pravidelných řad. Hřbitov je veden jako kulturní památka a patří k majetku Federace židovských obcí. V současnosti zde lze najít necelé dvě stovky náhrobků s nejstaršími z roku 1700.
Necelý kilometr od areálu jihovýchodním směrem se nachází Nový židovský hřbitov. Nejstarší místní hřbitov, datovaný do 13. století, zanikl ve století sedmnáctém, ale ještě v devatenáctém bylo možné vidět nejstarší náhrobky použité po městě jako stavivo. V Muzeu Českého lesa v Tachově je umístěn památník obětem holokaustu.